# Phaedon pseudopyritosus
Phaedon pseudopyritosus es una especie de insecto coleóptero de la familia Chrysomelidae.
Fue descrita científicamente en 1963 por Codina Padilla.